# Ramsaubach (Gölsen)
Der Ramsaubach (auch Innere Gölsen) ist ein linker Zufluss zur Gölsen in Hainfeld in Niederösterreich.
Der Ramsaubach entspringt im Talkessel nördlich des Unterbergs (1342 m ü. A.), wird aber im Oberlauf Gaupmannsgraben genannt. Bis Adamstal nimmt er zahlreiche kleine Zubringer auf, von denen der Hansjörglgraben und der Wallerbach die bedeutendsten sind. Der Kieneckgraben, der zusammen mit dem Mariantal als seinen rechten Zufluss und nachgeordneten Bächen ein Einzugsgebiet von 16,2 km² entwässert, mündet im weiteren Verlauf recht ein, im namensgebenden Ort Ramsau fließen rechts der Fahrabach und links der Schneidbach zu und bis nach Hainfeld nimmt der Ramsaubach noch weitere Zuflüsse auf, um in Hainfeld links in die Gölsen einzumünden.
Sein Einzugsgebiet umfasst 58,0 km² in großteils bewaldeter Landschaft.